# Устинов, Виктор Романович
Виктор Романович Устинов — советский хозяйственный и государственный деятель, лауреат Государственной премии СССР за выдающиеся достижения в труде.

## Биография
Родился в 1931 году в Московской области.
В 1949—1954 годах — горнорабочий очистного забоя шахты «Дальние горы» треста «Киселёвскуголь».
В 1954—1958 годах — военнослужащий Советской армии.
В 1958—1992 годах — горнорабочий очистного забоя, проходчик, бригадир проходчиков шахты «Дальние горы» треста «Киселёвскуголь» Министерства угольной промышленности СССР.
Почётный шахтёр СССР (1976), заслуженный шахтёр РСФСР (1980), полный кавалер знака «Шахтёрская слава».
За большой личный вклад в наращивание темпов добычи угля был в составе коллектива удостоен Государственной премии СССР за выдающиеся достижения в труде 1983 года
Умер в Киселёвске в 1999 году.

## Награды
- Орден Трудового Красного Знамени
- Орден Трудовой Славы III степени